# Gneo Sergio Fidenate Cosso
Gneo Sergio Fidenate Cosso (fl. IV secolo a.C.) è stato un politico e militare romano.

## Primo tribunato consolare
Nel 387 a.C. fu eletto tribuno consolare con Lucio Valerio Publicola, Lucio Emilio Mamercino, Lucio Papirio Cursore e Licinio Menenio Lanato.
I tribuni della plebe riproposero la questione dell'assegnazione dell'agro Pontino strappato ai Volsci e vennero create 4 nuove tribù, la Stellatina, la Tromentina, la Sabatina e la Arniense, portando il numero totale delle tribù a venticinque.

## Secondo tribunato consolare
Nel 385 a.C. fu eletto tribuno consolare con Tito Quinzio Cincinnato Capitolino,  Lucio Quinzio Cincinnato Capitolino, Publio Cornelio, Lucio Papirio Cursore e Aulo Manlio Capitolino.
Durante l'anno il Senato nominò Aulo Cornelio Cosso dittatore, per far fronte all'ennesima minaccia portata a Roma dai Volsci e ai possibili disordini interni, dovuti alle richieste della plebe, portate avanti da Marco Manlio Capitolino.

## Terzo tribunato consolare
Nel 380 a.C. fu eletto tribuno consolare con Servio Cornelio Maluginense, Lucio Valerio Publicola, Licinio Menenio Lanato, Publio Valerio Potito Publicola.
L'anno fu contrassegnato dalle dispute tra patrizi e plebei sulla questione dei cittadini romani tratti in schiavitù per debiti. Dei contrasti interni provarono ad approfittarne gli abitanti di Preneste, che arrivarono fin sotto a porta Collina. Allora per scongiurare il pericolo esterno, ma anche per limitare il potere dei tribuni della plebe, il Senato nominò dittatore Tito Quinzio Cincinnato Capitolino che condusse i romani alla vittoria contro i Prenestini.